# Skistok

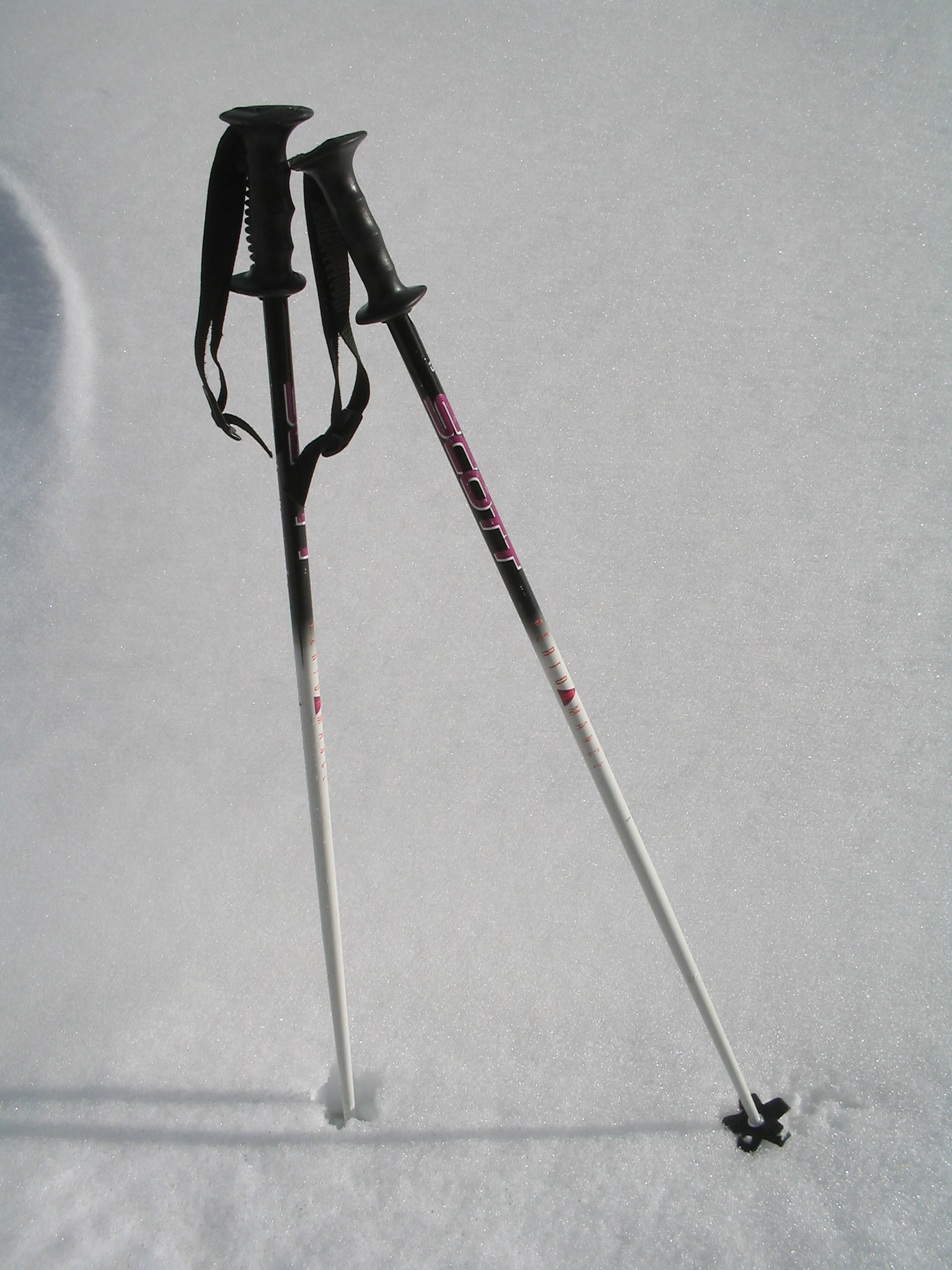
Skistokken in 2005

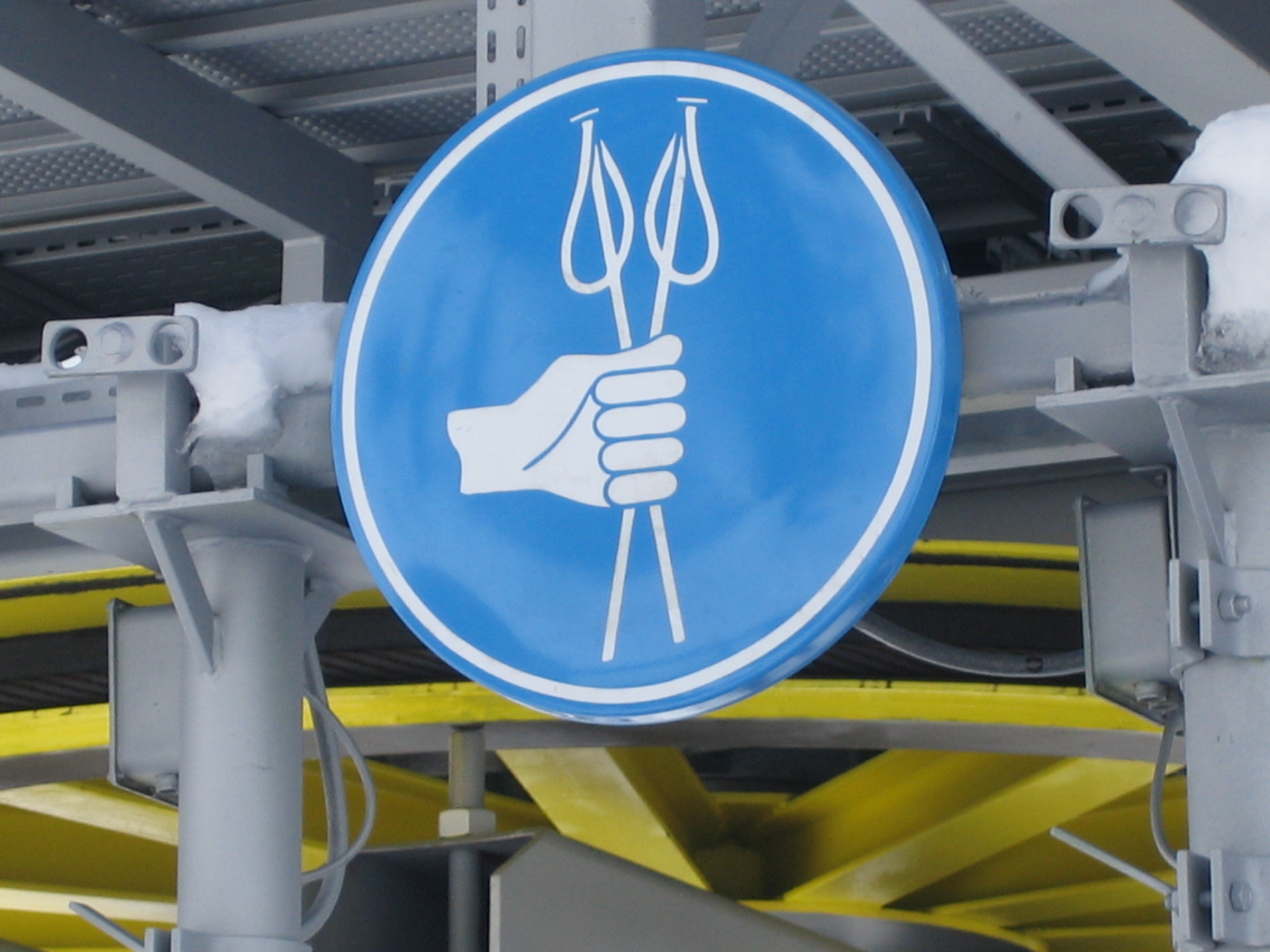
Bord bij skilift dat aanduidt dat de skistokken in de hand moeten worden gehouden

Skistokken zijn stokken die worden gebruikt bij het skiën. De skiër kan zich ermee vooruit duwen, het is het draaipunt van een bocht en het kan helpen om een goede balans te behouden.
De skistok bestaat uit de volgende onderdelen:
- Handvat (+ bandje) van voorgevormd rubber of kunststof met meestal inkepingen voor de vingers. Aan het handvat zit een verstelbaar nylon bandje. De handschoen van de skiër moet door het handvat heen. Het bandje moet strak zitten, om de hand tijdens het skiën te ondersteunen. Het bandje is om te voorkomen dat als de skistok per ongeluk losgelaten wordt, hij de piste af rolt. Dit is dan ook een nadeel: omdat het bandje goed vastgemaakt wordt, kan de stok bij een val niet snel worden losgelaten. Verwondingen aan de polsen en duimen kunnen het gevolg zijn. Daarom werd er een ander soort handvat geïntroduceerd. Dit was een handvat en een bandje in één; het handvat had een opening zo groot als een volwassen hand. De onderkant van de opening ondersteunt de hand, maar bij het vallen kan de hand er gemakkelijk uit worden gehaald.
- De steel is gemaakt van aluminium, grafiet, licht metaal of composiet. Aan het eind zit een metalen punt die de sneeuw raakt tijdens het skiën. De punt is scherp genoeg om door ijs en sneeuw te prikken, maar hij moet niet gevaarlijk zijn. Meestal heeft de skistok een schokdemper.
- De teller (die ook wel schotel genoemd wordt) is een (meestal) plastic schijfje dat aan het einde van de steel bevestigd is. De schotel zorgt ervoor dat de skistok niet te diep in de sneeuw gaat. De teller bestaat in verschillende afmetingen. Hoe steviger de sneeuw, hoe kleiner de teller.